# Катлер, Роберт
Роберт Катлер (англ. Robert Cutler; 12 июня 1895, Бруклайн, Массачусетс, США — 8 мая 1974, Конкорд, Массачусетс, США) — американский государственный деятель, писатель и менеджер, советник президента США по национальной безопасности при Дуайте Эйзенхауэре (1953—1955 и 1957—1958).

## Биография
В 1916 году окончил Гарвардский университет, в 1922 году — аспирантуру юридического факультета. Во время Первой мировой войны служил в составе американских экспедиционных сил (AEF). За проявленную храбрость был награждён медалью «За выдающиеся заслуги».
В послевоенное время работал в качестве адвоката в юридической фирме Herrick, Smith, Donald & Farley, прежде чем открыть собственную компанию. В 1940—1942 годах работал в Бостоне юридическим консультантом в сфере корпоративного права.
В годы Второй мировой войны снова был призван на армейскую службу в звании бригадного генерала. Был удостоен ордена «Легион почёта». После войны вновь работал в частном бизнесе
Позже он также работал в частном секторе, в 1946 году был назначен президентом Old Colony Trust Company.
В 1953—1955 и 1957—1958 годах — советник президента США по национальной безопасности.
С 1960 по 1962 годы — исполнительный директор от США в Межамериканском банке развития. Также являлся членом Американской академии искусств и наук (1948), членом наблюдательного совета Бостонского симфонического оркестра, доверенным лицом публичной библиотеки своего родного города Бруклина.
Как писатель опубликовал два романа: Louisburg Square (1917), «Пестрая птица» (1923) и автобиографию.